# Hasibe Erkoç
Hasibe Erkoç, geboren als Hasibe Özer, ist eine ehemalige türkische Boxerin, zweifache Europameisterin und Weltmeisterin.

## Karriere
Hasibe Erkoç wurde unter anderem von Selahattin Başaran trainiert.
Bei den ersten offiziellen Boxeuropameisterschaften der Frauen, 2001 in Saint-Amand, gewann sie mit einem Finalsieg gegen Dagmar Koch die Goldmedaille in der Klasse bis 51 kg. Zusammen mit Hülya Şahin, welche Gold in der Klasse bis 48 kg gewinnen konnte, wurden sie die ersten Box-Europameisterinnen der Türkei. Bei den ersten offiziellen Weltmeisterschaften, 2001 in Scranton, wurde Şahin dann die erste türkische Boxweltmeisterin, während Erkoç bereits in der Vorrunde gegen Katrin Enoksson unterlegen war.
Bei den Europameisterschaften 2003 in Pécs wurde sie nach einer Finalniederlage gegen Simona Galassi Vizeeuropameisterin (-50 kg) und gewann bei den Europameisterschaften 2004 in Riccione Bronze (-50 kg), nachdem sie im Halbfinale erneut gegen Galassi ausgeschieden war. Dieser unterlag sie dann auch im Finale (-50 kg) der Europameisterschaften 2005 in Tønsberg und im Viertelfinale bei den Weltmeisterschaften 2005 in Podolsk.
2006 wurde dann ihr erfolgreichstes Jahr; sie gewann im September mit Siegen gegen Jessie Jones, Lidia Ion und Wiktorija Ussatschenko die Europameisterschaft in Warschau (-50 kg), sowie im November gegen Chia Ling, Kim Hyun-Ok, Chhotu Loura und Li Siyuan, die Weltmeisterschaft in Neu-Delhi (-50 kg). Sie wurde damit die zweite türkische Boxweltmeisterin nach Hülya Şahin (2001).
Im August 2007 gab sie bekannt, ihre Karriere aufgrund einer Knieverletzung zu beenden.

## Sonstiges
Ihre Eltern stammen aus Tokat. Sie begann ihre Kampfsportkarriere 1991 mit Taekwondo, ehe sie über das Kickboxen zum klassischen Boxsport wechselte. Sie heiratete noch während ihrer Wettkampfkarriere den Kampfsportler Bülent Erkoç.
Sie ist Absolventin der Gazi Üniversitesi und wurde nach ihrer Wettkampfkarriere Trainerin der türkischen Boxnationalmannschaft der Frauen und arbeitete auch als Sportlehrerin in der Provinz Ankara.